# تشارلز لينكولن إدواردز
تشارلز لينكولن إدواردز (بالإنجليزية: Charles Lincoln Edwards)‏ هو عالم حيوانات أمريكي، ولد في 8 ديسمبر 1863 في أوكاوكا في الولايات المتحدة، وتوفي في 6 مايو 1937.